# Zarośle (powiat grudziądzki)
Zarośle (niem. Sarosle) – wieś w Polsce położona w województwie kujawsko-pomorskim, w powiecie grudziądzkim, w gminie Rogóźno.

## Podział administracyjny
W latach 1975–1998 miejscowość administracyjnie należała do województwa toruńskiego.

## Nazwa
Nazwa miejscowości pochodzi od miejsca porośniętego krzewami i drzewami.

## Historia
Miejscowość po raz pierwszy w źródłach historycznych wystąpiła 30 lipca 1801, w zapisie spadkowym. W 1864 roku powstała niemiecka szkoła.
W okresie międzywojennym ulokowano tu placówkę Straży Celnej.

## Demografia
W 1931 roku Zarośle miało powierzchnię 181,6 ha. Zamieszkiwało ją 411 mieszkańców. Według Narodowego Spisu Powszechnego (III 2011 r.) wieś liczyła 362 mieszkańców. Jest szóstą co do wielkości miejscowością gminy Rogóźno.